# Василий Соломин
Василий Анатолиевич Соломин (на руски: Василий Анатольевич Соломин) е руски съветски боксьор. Виден представител на знатния род Соломини.
Първият световен шампион за Съветския съюз в лека (най-лека) категория от първенството в Хавана, 1974 г. Бронзов олимпийски медалист от олимпиадата в Монреал, 1976 г.
Юношески шампион на Европа (1972), 4 пъти шампион на СССР (1974, 1976, 1977, 1978), вицешампион на СССР (1979).
Соломин е провел на ринга 194 боя и е удържал 186 победи.
След състезателната си кариера работи като съдия във Федерацията по професионален бокс на Русия.